# Big Sioux
Il Big Sioux è un fiume degli Stati Uniti d'America, affluente del fiume Missouri. Scorre per una lunghezza di 470 km, e il suo bacino idrografico si estende nell'est del Dakota del Sud e Iowa negli Stati Uniti nord-occidentali.
Il Big Sioux River ha la sua sorgente nella Contea di Roberts nel Dakota del Sud sulla Coteau des Prairies.
Nel suo corso il fiume presenta molte cascate, in particolare a Sioux Falls, dove ha dato il nome alla città.
Si unisce al fiume Missouri a nord di Sioux City nello Stato dell'Iowa.